# Fernando Henrique
Fernando Henrique dos Anjos (Bauru, 25 novembre 1983) è un calciatore brasiliano, portiere del Noroeste.

## Carriera
Dopo 26 presenze con la nazionale Under-20 brasiliana, ha esordito in nazionale maggiore il 18 agosto 2004, entrando nel secondo tempo di Haiti-Brasile (0-6), al posto di Júlio César.

## Palmarès

### Club

#### Competizioni statali
- Taça Rio: 1

Fluminense: 2005
- Campionato Carioca: 1

Fluminense: 2005
- Campionato Cearense: 4

Ceará: 2011, 2012, 2013, 2018
- Campionato Potiguar: 1

América-RN: 2014

#### Competizioni nazionali
- Coppa del Brasile: 1

Fluminense: 2007
- Campionato brasiliano: 1

Fluminense: 2010

### Nazionale
- Campionato mondiale Under-20: 1

2003